# Nitzan Haroz
Nitzan Har Haroz és un trombonista israelià. És el trombó principal de l'Orquestra de Filadèlfia, després d'haver estat en aquest càrrec des de 1995 fins a 2012, i es va incorporar de nou a l'orquestra el 2014.

## Carrera
Haroz va néixer a Israel. La seva mare, Adina Haroz, és arpista professional.
Va ser el trombonista principal de la Filharmònica de Los Angeles del 2012 al 2014. Del 1993 al 1995, va ser el trombonista principal adjunt de la Filharmònica de Nova York, i va ser trombonista principal de l'"Orquestra Simfònica d'Israel Rishon LeZion" i l'Orquestra Simfònica de Juilliard, on va assistir a l'escola. També va tocar el trombó a l'Orquestra de les Forces de Defensa d'Israel i a l'Orquestra Simfònica de Jerusalem. Haroz ha ensenyat al Curtis Institute of Music des de 1998 i també ensenya a la Universitat de Temple.
Haroz va estudiar a la Juilliard School com a alumne de Joseph Alessi. Va estrenar Blue Winter per a trombó i orquestra de Roland Pöntinen el 2014.
Haroz també actua com a músic de jazz i com a trombonista de concert en els seus recitals en solitari i de cambra.